# Пефки
Пефки (на гръцки: Πεύκη) е град в Гърция. Населението му е 21 415 жители (според данни от 2011 г.). Част е от Атинския метрополен район. Намира се в часова зона UTC+2. Пощенският му код е 151 xx, телефонния 22940, а МПС кодовете му са Z и I.